# Estación Francisco Morato
La Estación Francisco Morato es una estación del sistema de trenes metropolitanos perteneciente a la Línea 7-Rubí, ubicada en el municipio de Francisco Morato, en la Región Metropolitana de São Paulo.

## Historia
La estación fue inaugurada por la SPR, el 16 de febrero de 1867, con el nombre de Belém.
A finales del siglo XIX, un nuevo edificio fue construido y la estación fue renombrada como Francisco Morato.
Luego de haber pasado por varias administraciones, en 1981 la antigua estación de la SPR es demolida por la RFFSA, sendo substituida por una nueva estación.
Desde 1994, la estación es administrada por la CPTM, que actualmente anunció la construcción de una nueva estación, además de la adquisición de nuevas composiciones y reducción del intervalo de trenes a 4 minutos para 2012, convirtiendo dicha línea en metro de superficie.

## Tabla
| Sigla | Estación         | Inauguración          | Integración               | Plataformas | Posición    | Comentarios                     |
| ----- | ---------------- | --------------------- | ------------------------- | ----------- | ----------- | ------------------------------- |
| FMO   | Francisco Morato | 16 de febrero de 1867 | Bilhete Único de SPTrans. | Laterales   | Superficial | Estación reconstruida por RFFSA |